# Paju
Paju (Hangul: 파주시, Hanja: 坡州市) is een stad in de Zuid-Koreaanse provincie Gyeonggi-do. De stad heeft 408.905 inwoners (2013). Sinds het jaar 1997 heeft Paju stadsrechten.
Vanwege de ligging tussen Noord-Korea en de Zuid-Koreaanse hoofdstad Seoel zijn er in de geschiedenis veel Amerikaanse en Koreaanse strijdkrachten gelegerd in Paju om Seoel te beschermen tegen Noord-Koreaanse invallen.
Een van de belangrijkste Aziatische wegen, de AH1, loopt langs de stad.
Steden:
Ansan · Anseong · Anyang · Bucheon · Dongducheon · Gimpo · Goyang · Gunpo · Guri · Gwacheon · Gwangju · Gwangmyeong · Hanam · Hwaseong · Icheon · Namyangju · Osan · Paju · Pocheon · Pyeongtaek · Seongnam · Siheung · Suwon (hoofdstad) · Uijeongbu · Uiwang · Yangju · Yeoju · Yongin
Districten:
Gapyeong · Yangpyeong · Yeoncheon